# Утупуа
Утупуа (англ. Utupua) — остров в западной части Тихого океана в группе островов Санта-Крус. Административно входит в состав провинции Темоту государства Соломоновы Острова.

## География
Расположен в 70 км к юго-востоку от острова Нендо и в 43 км к северо-западу от Ваникоро.
Площадь Утупуа составляет 69 км². Остров окружён коралловым рифом. Как и другие острова в группе Санта-Крус, Утупуа имеет вулканическое происхождение. Высшая точка острова — гора Ройял (378 м).

## Население
В 2009 году численность населения Утупуа составляла 1168 человек. На побережье расположено семь деревень, важнейшая из которых деревня Асумбуа.